# Andy Borg
Andy Borg właśc. Adolf Andreas Meyer (ur. 2 listopada 1960 w Wiedniu) – austriacki piosenkarz szlagierowy, prezenter telewizyjny.

## Kariera

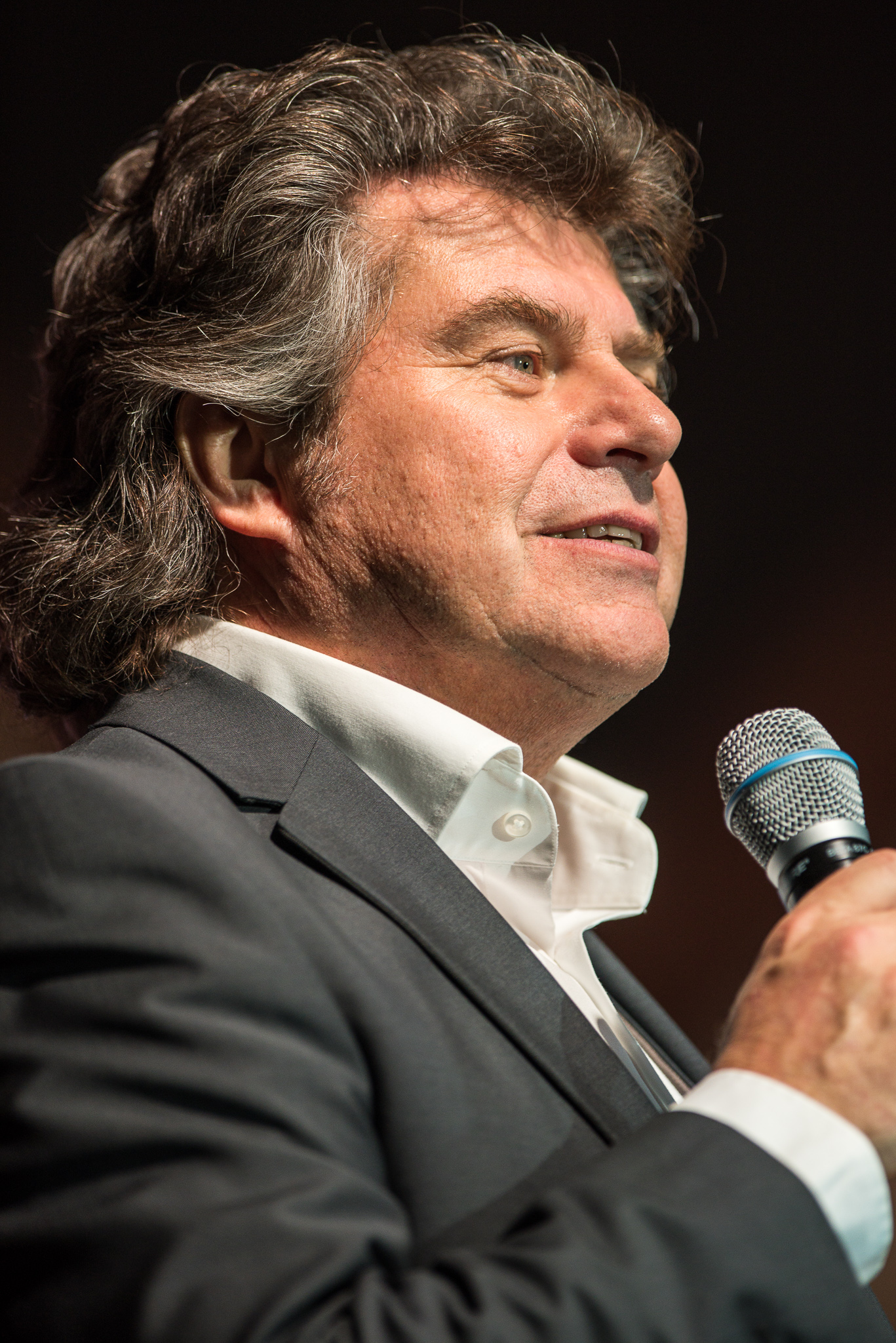
Andy Borg (2015)

Andy Borg urodził się w dzielnicy Wiednia, Floridsdorf jako syn Adiego i Ingeborg. Ma brata Haralda. Po ukończeniu szkoły odbył staż mechanika samochodowego oraz uczęszczał do szkoły zawodowej w Amstetten w Dolnej Austrii. Podczas występu w programie dla nowych talentów pt. Die große Chance na stacji ÖRF został odkryty przez Kurta Feltza i rozpoczął występy na scenie muzycznej.
W 1982 roku nagrał singel pt. Adios Amor, który stał się hitem. W 1983 roku zdobył nagrodę Goldene Stimmgabel. Później wykonał takie przeboje, jak m.in.: Arrivederci Claire (1982), Die berühmten drei Worte (1982) i Ich will nicht wissen, wie Du heißt (1984). W 1990 roku wraz z dziecięcą gwiazdą, Alexandrą Sükar wystąpił na Grand Prix Muzyki Ludowej 1990 w Saarbrücken, na którym wykonali utwór pt. Komm setz di auf an Sonnenstrahl, dzięki czemu zajęli 3. miejsce, tuż za zespołami: Kastelruther Spatzen (utwór pt. Tränen passen nicht zu dir) i Alpentrio Tirol (utwór pt. Da drob’n auf’m Berg steht a Kircherl).
W latach 1996–2006 prowadził paradę muzyki szlagierowej na stacji Südwest-Fernsehen, potem na stacji Das Erste. We wrześniu 2006 roku zastąpił Karla Moika w roli prezentera programu pt. Musikantenstadl. W lutym 2015 roku władze stacji ARD, ÖRF i SRF ogłosiły, iż 27 czerwca 2015 roku Andy Borg po raz ostatni będzie gospodarzem programu pt. Musikantenstadl, po czym został zastąpiony przez Alexandra Mazzę, a także zmieniono koncepcję programu. 12 stycznia 2016 roku otrzymał nagrodę smago! Award 2015 w kategorii Artysta Roku + Prezenter telewizyjny. Od grudnia 2018 roku prowadzi własny program muzyczny pt. Schlager-Spaß mit Andy Borg na stacji SRF. 12 czerwca 2021 roku otrzymał nagrody smago! Award 2020 w kategoriach Piękny album szlagierowy za album pt. Es war einmal - Lieder die Geschichten erzählen oraz Król sobotniej nocy za program pt. Schlager-Spaß mit Andy Borg.

## Dyskografia

### Albumy
| Rok  | Tytuł i informacje wydawnicze                                                                             | Pozycje na listach sprzedaży | Pozycje na listach sprzedaży | Pozycje na listach sprzedaży | Certyfikat                      |
| Rok  | Tytuł i informacje wydawnicze                                                                             | DE                           | AT                           | CH                           | Certyfikat                      |
| ---- | --- | ---------------------------- | ---------------------------- | ---------------------------- | ------------------------------- |
| 1982 | Adios Amor - Wydany: 1982 - Wytwórnia: EMI Electrola, Papagayo Records                                    | 2                            | 1                            | —                            | - platynowa płyta - złota płyta |
| 1984 | Zärtliche Lieder - Wydany: 1984 - Wytwórnia: Papagayo Records                                             | 12                           | 1                            | 5                            | - złota płyta                   |
| 1984 | Gabentisch der Lieder - Wydany: 1984 - Wytwórnia: Papagayo Records                                        | —                            | 2                            | —                            |                                 |
| 1985 | Komm ganz nah’ zu mir - Wydany: 1985 - Wytwórnia: Papagayo Records                                        | 39                           | 7                            | —                            |                                 |
| 1986 | Am Anfang war die Liebe - Wydany: 1986 - Wytwórnia: EMI                                                   | 37                           | 18                           | —                            |                                 |
| 1987 | Ich brauch’ dich jeden Tag - Wydany: 1987 - Wytwórnia: Papagayo Records                                   | —                            | 13                           | —                            |                                 |
| 1988 | Endstation Sehnsucht - Wydany: 1988 - Wytwórnia: Papagayo Records                                         | —                            | 15                           | —                            |                                 |
| 1989 | Bis wir uns wiederseh’n - Wydany: 1989 - Wytwórnia: EMI, EMI Electrola                                    | —                            | —                            | —                            | - złota płyta                   |
| 1990 | Komm setz di auf an Sonnenstrahl (z Alexandrą Sükar) - Wydany: 1990 - Wytwórnia: EMI                      | —                            | —                            | —                            |                                 |
| 1991 | Ich sag’ es mit Musik - Wydany: 1991 - Wytwórnia: Electrola, EMI Electrola                                | —                            | —                            | —                            |                                 |
| 1992 | Bleib bei mir heut’ Nacht - Wydany: 1992 - Wytwórnia: Electrola                                           | —                            | 38                           | —                            |                                 |
| 1993 | Einmal und immer wieder - Wydany: 1993 - Wytwórnia: Electrola                                             | 37                           | 18                           | —                            |                                 |
| 1994 | Ich brauch’ ein bisschen Glück - Wydany: 1994 - Wytwórnia: Koch International                             | —                            | 29                           | —                            |                                 |
| 1995 | Ich freu’ mich auf Dich - Wydany: 1995 - Wytwórnia: Koch International                                    | 45                           | 24                           | —                            |                                 |
| 1996 | Was wäre wenn … - Wydany: 1996 - Wytwórnia: Koch International                                            | —                            | 44                           | —                            |                                 |
| 1997 | Gold Collection - Wydany: 1997 - Wytwórnia: Papagayo Records                                              | —                            | 31                           | —                            |                                 |
| 1998 | Ich sag’ ja zu Dir - Wydany: 1998 - Wytwórnia: Koch International                                         | —                            | 41                           | —                            |                                 |
| 2002 | Herzklopfzeichen - Wydany: 2002 - Wytwórnia: Koch Universal                                               | —                            | 63                           | —                            |                                 |
| 2004 | Träumen erlaubt - Wydany: 2004 - Wytwórnia: Koch Universal                                                | —                            | 66                           | —                            |                                 |
| 2005 | Wenn erst der Abend kommt - Wydany: 2005 - Wytwórnia: VM Records                                          | 100                          | 15                           | —                            | - złota płyta                   |
| 2006 | Das ist mir zu gefährlich - Wydany: 2006 - Wytwórnia: VM Records                                          | —                            | 37                           | —                            | - złota płyta                   |
| 2008 | Weihnachten mit Andy Borg - Wydany: 2008 - Wytwórnia: Carlton Records, Papagayo Records                   | —                            | 71                           | —                            |                                 |
| 2009 | Santa Maria - Wydany: 2009 - Wytwórnia: VM Records                                                        | 58                           | 4                            | 48                           | - złota płyta                   |
| 2011 | Komm ein bisschen mit - Wydany: 2011 - Wytwórnia: MCP Sound & Media                                       | —                            | 26                           | 95                           |                                 |
| 2012 | Blauer Horizont - Wydany: 2012 - Wytwórnia: VM Records                                                    | 51                           | 6                            | 42                           | - złota płyta                   |
| 2014 | San Amore - Wydany: 12.09.2014 - Wytwórnia: MCP Records                                                   | 40                           | 4                            | 28                           | - złota płyta                   |
| 2015 | 33 Jahre Adios Amor – 33 große Erfolge - Wydany: 26.06.2015 - Wytwórnia: MCP Records                      | 90                           | 4                            | 37                           |                                 |
| 2017 | Cara Mia - Wydany: 2017 - Wytwórnia: MCP Records                                                          | 67                           | 1                            | 28                           |                                 |
| 2018 | Meine ersten großen Hits - Wydany: 23.02.2018 - Wytwórnia: MCP Records                                    | —                            | 62                           | —                            | - złota płyta                   |
| 2018 | Jugendliebe: Unvergessene Schlager - Wydany: 24.08.2018 - Wytwórnia: MCP Records                          | 68                           | 1                            | 39                           | - złota płyta                   |
| 2019 | Ich Find Schlager Toll - Das Beste - Wydany: 17.01.2019 - Wytwórnia: Electrola                            | —                            | —                            | —                            |                                 |
| 2020 | Es war einmal - Lieder die Geschichten erzählen - Wydany: 2020 - Wytwórnia: MCP Sound & Media             | 36                           | 2                            | 35                           | - złota płyta                   |
| 2021 | Schlager-Spaß mit Andy Borg: Meine Lieblingslieder im Duett - Wydany: 2021 - Wytwórnia: MCP Sound & Media | —                            | 56                           | —                            |                                 |
| 2021 | Meine schönsten Lieder: 40 Jahre 40 Hits - Wydany: 24.09.2021 - Wytwórnia: MCP Sound & Media              | 35                           | 7                            | 75                           |                                 |

### Single
| Rok  | Tytuł                                     | Pozycje na listach przebojów | Pozycje na listach przebojów | Pozycje na listach przebojów | Certyfikat    | Album                      |
| Rok  | Tytuł                                     | DE                           | AT                           | CH                           | Certyfikat    | Album                      |
| ---- | ----------------------------------------- | ---------------------------- | ---------------------------- | ---------------------------- | ------------- | -------------------------- |
| 1982 | „Adios Amor”                              | 1                            | 1                            | 2                            | - złota płyta | Adios Amor                 |
| 1982 | „Arrivederci Claire”                      | 8                            | 2                            | 6                            |               | Adios Amor                 |
| 1983 | „Weil wir uns lieben”                     | 25                           | 12                           | 13                           |               | —                          |
| 1984 | „Ich will nicht wissen, wie Du heißt”     | 28                           | 7                            | 18                           |               | Zärtliche Lieder           |
| 1984 | „Barcarole vom Abschied”                  | 59                           | —                            | —                            |               | Zärtliche Lieder           |
| 1985 | „Lang schon ging die Sonne unter”         | 51                           | —                            | —                            |               | Komm ganz nah zu mir       |
| 1985 | „Laß es mich ganz leise sagen”            | 69                           | 25                           | —                            |               | Komm ganz nah zu mir       |
| 1986 | „Ich will Deine Tränen weinen”            | 65                           | —                            | —                            |               | Am Anfang war die Liebe    |
| 1986 | „Am Anfang war die Liebe”                 | 69                           | —                            | —                            |               | Am Anfang war die Liebe    |
| 1987 | „Angelo mio”                              | 58                           | 4                            | —                            |               | Ich brauch’ dich jeden Tag |
| 1988 | „Mama Domenica”                           | —                            | 24                           | —                            |               | Ich brauch’ dich jeden Tag |
| 1988 | „Ich brauch’ dich jeden Tag”              | —                            | 30                           | —                            |               | Ich brauch’ dich jeden Tag |
| 1991 | „Ich sag’ es mit Musik”                   | 88                           | —                            | —                            |               | Ich sag’ es mit Musik      |
| 1992 | „Bleib bei mir heut’ Nacht”               | 72                           | —                            | —                            |               | Bleib bei mir heut’ Nacht  |
| 1992 | „Liebe total”                             | 61                           | —                            | —                            |               | Bleib bei mir heut’ Nacht  |
| 1993 | „Einmal wird der Wind sich wieder dreh’n” | 84                           | —                            | —                            |               | Bleib bei mir heut’ Nacht  |
| 2007 | „Was hab ich nicht alles verloren”        | —                            | —                            | —                            |               | Das ist mir zu gefährlich  |
| 2011 | „Angelo Mio 2011”                         | —                            | —                            | —                            |               | —                          |

## Nagrody
- 1983: Goldene Stimmgabel
- 1990: 3. miejsce na Grand Prix Muzyki Ludowej 1990 wraz z Alexandrą Sükar za utwór pt. Komm setz di auf an Sonnenstrahl
- 2016: smago! Award w kategorii Artysta Roku + Prezenter telewizyjny
- 2021: smago! Award w kategorii Piękny album szlagierowy za album pt. Es war einmal - Lieder die Geschichten erzählen
- 2021: smago! Award w kategorii Król sobotniej nocy za program pt. Schlager-Spaß mit Andy Borg

## Życie prywatne
Andy Borg był dwukrotnie żonaty. Z pierwszą żoną Sabine (rozwód w 1994 roku) ma córkę Yasmine (ur. 1985) i syna Patricka (ur. 1989). Obecnie jest żonaty z Birgit (ślub w 1999 roku), z którą mieszka w Thyrnau.